# Anna Bågenholm

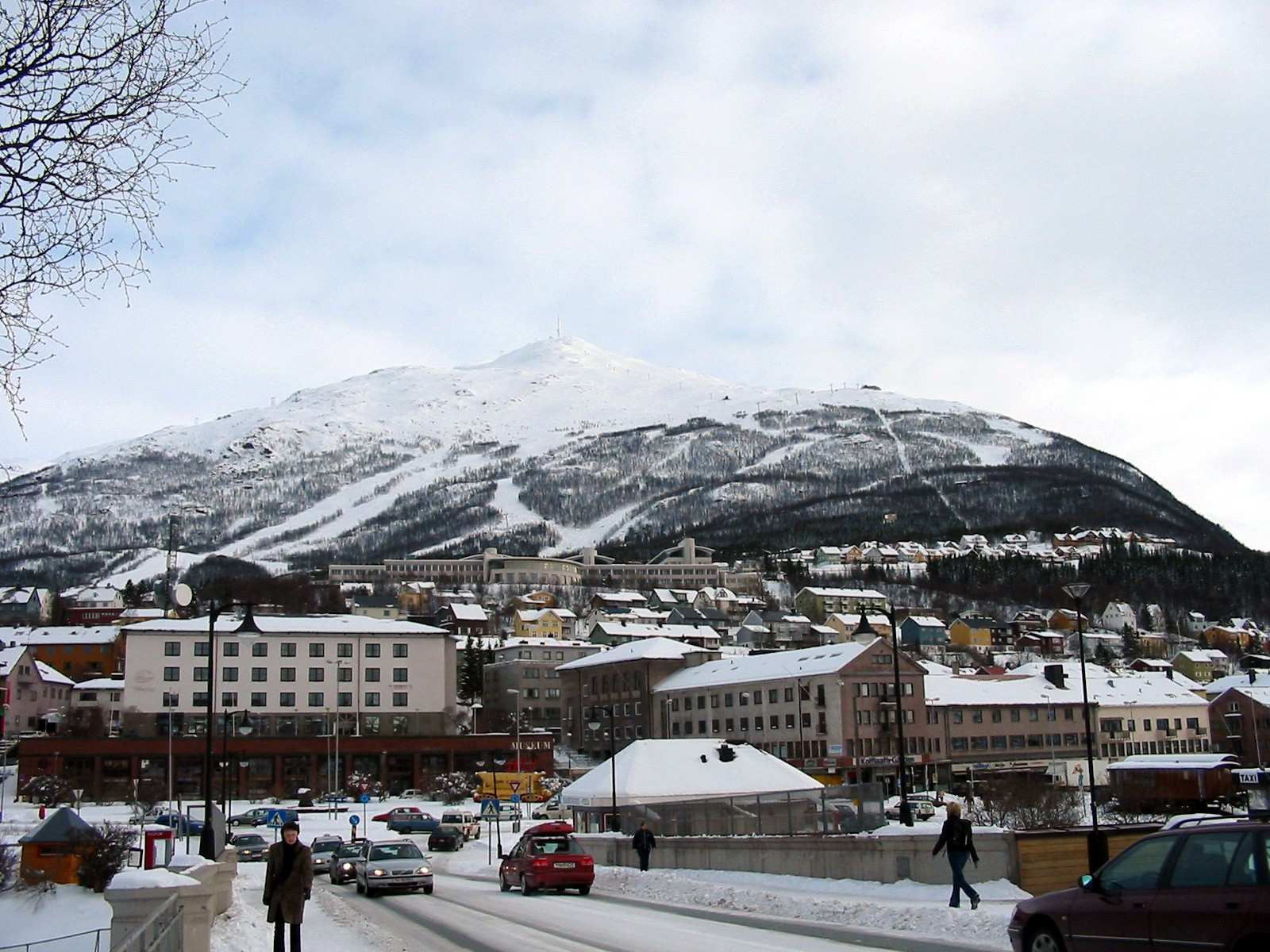
Bågenholm estava esquiando nas montanhas das redondezas da cidade de Narvik (na foto) quando caiu numa fenda gelada.

Anna Elisabeth Johansson Bågenholm (n. 1970) é uma radiologista sueca que sobreviveu em 1999 a um acidente de esqui, durante o qual ela ficou presa durante 80 minutos na água gelada debaixo de uma capa de gelo. Por causa disso, Bågenholm foi vítima de hipotermia extrema e a sua temperatura corporal reduziu-se a 13,7°C (56,7 °F), uma das menores temperaturas corporais já registadas em um ser humano que tenha sobrevivido a hipotermia acidental. Bågenholm só conseguiu sobreviver porque encontrou uma bolsa de ar debaixo do gelo. Contudo, após permanecer 40 minutos na água gelada, ela sofreu uma paragem cardiorrespiratória.
Após o resgate, Bågenholm foi transportada de helicóptero para o Hospital Universitário do Norte da Noruega em Tromsø, onde uma equipe de mais de uma centena de médicos e enfermeiras trabalhou em turnos de nove horas para salvar a sua vida. Bågenholm acordou dez dias após o acidente paralisada do pescoço para baixo e posteriormente passou dois meses recuperando-se em uma unidade de cuidados intensivos. Apesar de ter se recuperado do acidente sem ter ficado com quase nenhum dano físico ou neurológico, anos após o ocorrido, ela ainda apresentava sequelas leves em suas mãos e pés, relacionadas com uma lesão neurológica. O caso de Bågenholm foi discutido na principal revista médica britânica, The Lancet, e em alguns livros de medicina.

## Antecedentes e o acidente
Anna Bågenholm nasceu em 1970, em Vänersborg, Suécia. Quando sofreu o acidente, ela tinha 29 anos e estudava para tornar-se cirurgiã ortopédica. Bågenholm decidiu fazer a sua especialização em Narvik, Noruega. Em maio de 1998, tornou-se assistente de cirurgia no Hospital de Narvik. Durante este período seu mentor foi Yngve Jones, um médico do Hospital de Narvik que estava a ponto de celebrar a sua aposentadoria com uma festa que ocorreria no dia 20 de maio de 1999. Nesse dia, Bågenholm esquiava nas montanhas nos arredores de Narvik com duas colegas, Marie Falkenberg e Naesheim Torvind. Bågenholm, que era uma esquiadora experiente, frequentemente saía para praticar esqui após o trabalho.
Enquanto deslizava por uma escarpada montanha, numa rota que já tinha feito antes em várias ocasiões, perdeu o controle dos seus esquis e caiu de cabeça sobre uma camada de gelo em um rio congelado próximo a uma cascata. Nesse momento, abriu-se um buraco no gelo e a cabeça e o torso de Bågenholm penetraram na água. Seu corpo ficou preso debaixo de uma camada de gelo de 20 centímetros (7,9 polegadas) de espessura. Quando Falkenberg e Naesheim a encontraram, somente os seus pés e seus esquis estavam visíveis acima do gelo.

## Tentativas de resgate
As colegas de Bågenholm fizeram diversas tentativas, mal-sucedidas, de retirá-la do gelo. Às 18:27, hora local (CET), sete minutos após Bågenholm ter caído na água, as suas amigas pediram socorro por meio de um telefone celular. O tenente da polícia, Bard Mikkalsen, recebeu o pedido de socorro e enviou duas equipes de resgate para o local, uma para a parte superior da montanha e outra para a parte inferior. Mikkalsen também entrou em contato com a equipe de resgate de Bodø, que estava equipada com um helicóptero Sea King, mas que tinha saído a transportar um menino doente. Mikkalsen insistiu e convenceu o helicóptero a voltar e a auxiliar no resgate.
Falkenberg e Naesheim sustentavam os esquis de Bågenholm enquanto esperavam a chegada das equipas de resgate. Como Bågenholm havia conseguido encontrar uma bolsa de ar embaixo do gelo, ela conseguiu permanecer consciente durante 40 minutos antes de sofer uma paragem cardiorrespiratória. Ketil Singstad, que dirigia a equipe de resgate da parte superior da montanha, esquiou o mais rápido que pôde até chegar ao local, onde auxiliado por sua equipe tentou, sem sucesso, retirar Bågenholm da água utilizando uma corda. Depois disso, tentaram de escavar o gelo afim de extraí-la, mas a pá de neve, no entanto, não conseguiu romper a grossa camada de gelo. Então chegaram as equipes de resgate da parte inferior da montanha trazendo consigo uma pá de jardinagem pontiaguda. Às 19:40 horas, a equipe conseguiu, finalmente, fazer um buraco no gelo e extrair Bågenholm através dele. Quando foi resgatada, ela tinha permanecido dentro da água durante 80 minutos.

## Reanimação e recuperação

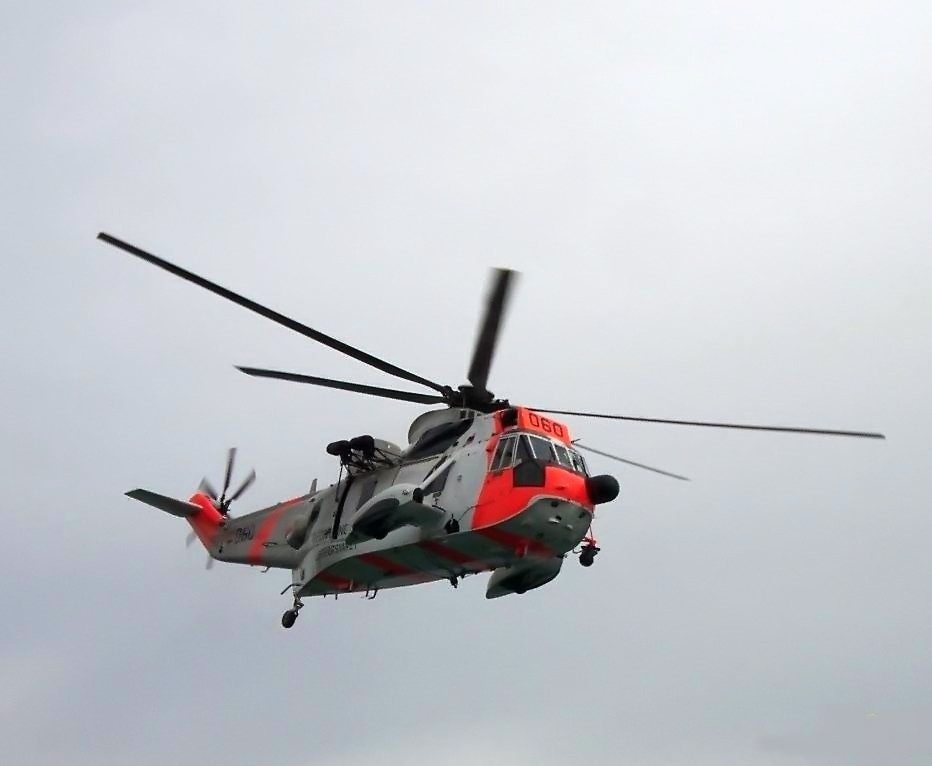
Um helicóptero Sea King transportou Anna Bågenholm para o Hospital Universitário do Norte da Noruega.

Quando Bågenholm foi retirada da água, ela não respirava, tinha as pupilas dilatadas e o seu sangue não circulava. Falkenberg e Naesheim, que eram médicas, começaram a lhe aplicar reanimação cardiopulmonar (RCP). O helicóptero de resgate não demorou a chegar e em uma hora ela foi ao Hospital Universitário do Norte da Noruega localizado em Tromsø. A equipe do helicóptero continuou com a reanimação durante o voo, além de ventilá-la com oxigênio. Também tentaram a desfibrilação, mas sem sucesso.
Bågenholm chegou ao hospital às 21:10. A sua temperatura corporal era de 13,7 °C (56,7°F), na época, a menor temperatura corporal registada em um ser humano que tenha sobrevivido a hipotermia acidental. O doutor Mads Gilbert, anestesiologista e chefe da sala de emergências do hospital, proseguiu com a tentativa de reanimação. Gilbert referiu-se ao estado de Bågenholm ao chegar ao hospital, como: "Ela tem as pupilas completamente dilatadas. Seu aspecto é cinzento e branco como o linho. Ela está molhada. Quando eu toco sua pele, ela está fria como o gelo e ela parece absolutamente morta". Devido ao frio da Noruega, o médico já tinha tratado antes de muitos casos de hipotermia e, por isso, sabia como fazê-lo. O electrocardiograma da paciente não dava sinais de vida, mas Gilbert sabia que pacientes com hipotermia devem ser "aquecidos antes de serem declarados mortos". Toda a equipe tinha a esperança de que o cérebro de Bågenholm tivesse recebido oxigênio suficiente durante a RCP que ela havia recebido após o seu resgate.
Bågenholm foi levada à sala de operações, onde uma equipe de mais de uma centena de médicos e enfermeiras trabalhou em turnos de nove horas para salvar a sua vida. Às 21h40, ela foi ligada a um aparelho de circulação extracorpórea, uma máquina que aquece o sangue fora do corpo, antes de introduzi-lo novamente nas veias do paciente. O primeiro batimento do coração de Bågenholm foi registrado às 22:15 e às 0:49, sua temperatura corporal havia chegado aos 36,4°C (97,5°F). A sua função pulmonar começou a se deteriorar às 02:20 e ela passou os 35 dias seguintes ligada a um ventilador médico.
Já no início de seu processo de recuperação, Bågenholm demostrava sinais de vitalidade. Em 30 de maio, ela voltou a ficar consciente, mas seu corpo estava paralisado do pescoço para baixo. Bågenholm temia passar o resto de sua vida em uma cama e, por isso, ficou irritada com os colegas que haviam salvo a sua vida. No entanto, ela logo se recuperou da parálisia e mais tarde desculpou-se com eles. "Eu estava muito irritada quando percebi que eles tinham me tinha salvado. Temia ter uma vida sem sentido e sem dignidade. Agora estou muito feliz de estar viva e quero pedir desculpas". No início, os rins e o sistema digestivo de Bågenholm não funcionavam corretamente, e ela teve que passar mais dois meses em uma unidade de cuidados intensivos. Após 28 dias na unidade de cuidados intensivos do hospital de Tromsø, Bågenholm foi levada para a Suécia, em um helicóptero-ambulância, onde terminou seu processo de recuperação.
O doutor Petter Steen Andreas, professor do Hospital Nacional de Oslo, disse que ter salvado a vida de Bågenholm foi um "avanço médico extraordinário". Para o médico, Bågenholm foi capaz de se recuperar, porque o seu metabolismo se desacelerou durante o acidente e devido as temperaturas baixas, os tecidos de seu corpo precisaram de menos oxigênio para sobreviver. De acordo com a revista Proto Magazine (publicada pelo Hospital Geral de Massachusetts), o metabolismo de Bågenholm reduziu-se a 10% do normal e, por isso, seus tecidos quase não precisaram de oxigênio para sobreviver.

## Consequências
Apesar do grave dano físico sofrido durante o acidente, Bågenholm não ficou com nenhuma lesão cerebral permanente. A respeito disso, Gilbert comentou: "Seu corpo teve tempo para resfriar-se por completo antes que seu coração parasse. Seu cérebro estava tão frio quando seu coração parou de bater, que as células cerebrais precisaram de muito pouco oxigênio e, por isso, seu cérebro pôde sobreviver por um tempo tão prolongado". Gilbert também destacou o fato de que após a repercussão do acidente de Bågenholm, a hipotermia terapêutica, um método utilizado para salvar às vítimas de parada cardiorrespiratória usando para isso a redução de sua temperatura corporal, passou a ser usado com muito mais frequência nos hospitais noruegueses.
Bågenholm voltou ao trabalho em outubro de 1999. Em 7 de outubro do mesmo ano, 140 dias após o acidente, ela regressou ao hospital em Tromsø e reuniu-se com os médicos e enfermeiras que ajudaram a salvar a sua vida. Bågenholm comentou: "Quando se é um paciente, você não pensa que vai morrer. Você pensa, tenho que conseguir. Mas como alguém do ramo da medicina, acho que é incrível que eu esteja viva". Em outubro de 2009, Bågenholm estava quase que completamente recuperada e apresentava apenas algumas sequelas leves em suas mãos e pés causadas por sequelas neurológicas. Nessa mesma época, ela trabalhava como radiologista no hospital onde lhe salvaram a vida.

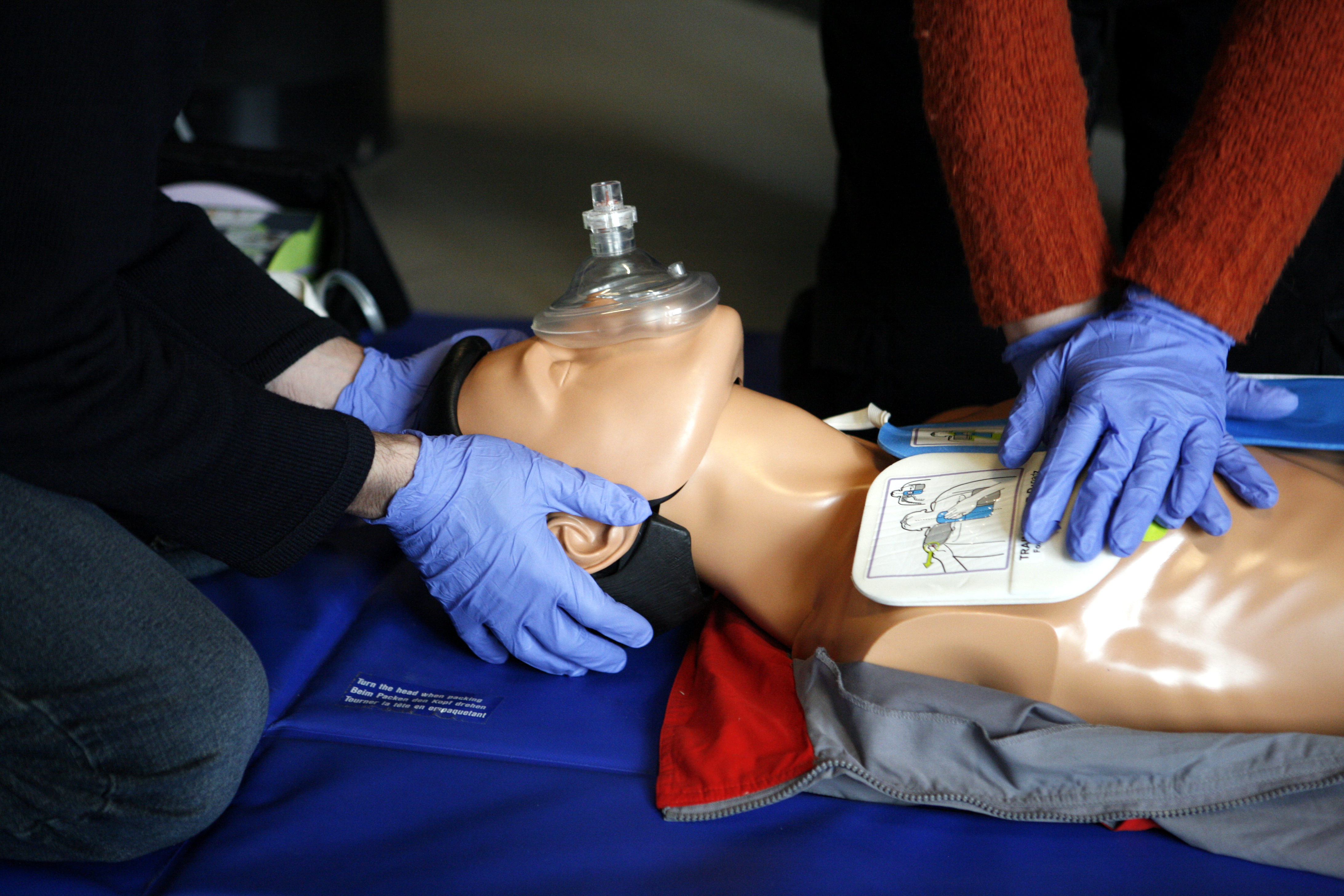
Gilbert disse que uma vigorosa reanimação cardiopulmonar desempenha um importante papel no resgate das vítimas de hipotermia com paragem cardiorrespiratória.

Segundo a BBC News, a maioria dos pacientes que sofrem de hipotermia extrema morrem, mesmo quando os médicos são capazes de restaurar os seus batimentos cardíacos. A taxa de sobrevivência para adultos cuja temperatura corporal se reduziu a menos de 28°C (82°F) varia de 10% à 33%. Antes do acidente de Bågenholm, a temperatura corporal mais baixa à que alguém tinha sobrevivido era 14,4°C (57,9°F), dado registado em um menino. Gilbert afirmou que "as vítimas de hipotermia profunda com parada cardiorrespiratória devem ser consideradas como potencialmente ressuscitáveis com uma perspectiva de recuperação completa. Os fatores chave para o sucesso dos esforços de reanimação são: a realização de ações precoces, como uma vigorosa RCP e alertas rápidos para os sistemas de emergências, para o envio de unidades de salvamento adequadas (ambulâncias terrestres e aéreas) e uma boa coordenação entre os recursos dentro e fora do hospital, reaquecimento agressivo (do corpo da vítima) e um espírito de não se dar por vencido". Jel Coward, médico geral de Tywyn, nos País de Gales, afirma que as pessoas que são vítimas de hipotermia extrema são, frequentemente, consideradas mortas de forma equivocada, já que pode ser difícil detectar o seu pulso. Coward também disse que o caso de Bågenholm "mostra claramente o quão cautelosos devemos ser antes de declarar a morte de pessoas expostas ao frio".
Depois do acidente, Bågenholm se tornou tema tanto de livros de ficção quanto de livros médicos e seu caso foi discutido na principal revista médica britânica, The Lancet. Em 25 de outubro de 2009, sua história apareceu no programa de televisão da CNN, "Another Day: Cheating Death." Apresentado por Sanjay Gupta, o programa conta histórias de pessoas que sobreviveram a condições extremas. Bågenholm esperava que o programa fizesse com os telespectadores aprendessem um pouco mais sobre hipotermia. Sua história também foi contada no livro "Cheating Death: The Doctors and Medical Miracles that Are Saving Lives Against All Odds". Em 30 de outubro de 2009, Gilbert e Bågenholm apareceram juntos no popular programa sueco "Skavlan", transmitido pela Sveriges Television e apresentado por Fredrik Skavlan.